# Mazuby
Mazuby ist eine französische Gemeinde mit 23 Einwohnern (Stand: 1. Januar 2022) im Département Aude in der Region Okzitanien. Sie gehört zum Kanton La Haute-Vallée de l’Aude und zum Arrondissement Limoux. 
Nachbargemeinden sind Espezel im Norden, Galinagues im Nordosten, Rodome im Osten, Campagna-de-Sault im Süden und Niort-de-Sault im Westen.

## Bevölkerungsentwicklung
| Jahr      | 1962 | 1968 | 1975 | 1982 | 1990 | 1999 | 2007 | 2015 |
| --------- | ---- | ---- | ---- | ---- | ---- | ---- | ---- | ---- |
| Einwohner | 77   | 72   | 51   | 41   | 35   | 25   | 25   | 25   |